# Església de Sant Olaf
L'església de Sant Olaf (Ólavskirkjan en feroès) és una església medieval situada al poble de Kirkjubøur de l'illa de Streymoy, a les illes Fèroe. Va ser construïda abans del 1200, cosa que la converteix en l'església més antiga de tot l'arxipèlag. Originalment va ser un temple catòlic consagrat a la Mare de Déu, i posteriorment va canviar la seva advocació a Sant Olaf.
Amb unes mides de 21,8 m de llarg per 7,5 m d'ample, va exercir de catedral de les Illes Fèroe durant el període catòlic. El bisbe Erlendur va intentar substutir-la per un temple més gran, la catedral de Sant Magnus, cap el 1300. Tanmateix aquest nou temple no es va acabar mai i l'església de Sant Olaf va continuar tenint les seves atribucions episcopals. Actualment s'utilitza com a temple de la parròquia de Kirkjubøar, que inclou les localitats de Kirkjubøur i Velbastaður.
Entre 1963 i 1966, es van dur a terme treballs arqueològics sota l'església que van demostrar l'existència prèvia d'un temple en aquest mateix lloc aparegut poc després de la cristianització de les Illes Fèroe per Sigmundur Brestisson.
L'església de Sant Olaf es troba al llindar de l'oceà. La raó per la qual l'església és tan a prop de l'aigua és per la pujada del nivell del mar. A l'Edat Mitjana, quan es va construir, era a 100 metres de la costa.